# Орбита (Чигиринский район)
Орби́та (укр. Орбіта) — незарегистрированное, заброшенное поселение в Чигиринском районе Черкасской области Украины. 
Административно относится к селу Витово как "улица Орбита".
Большинство строений в посёлке — девятиэтажные дома, но заселены только две пятиэтажки. 
В 2000-х годах единственная теплотрасса в городе прекратила отапливать дома. Всего в нескольких домах есть газ.  
Город планировался для проживания работников недостроенной Чигиринской АЭС (ГРЭС), планировалось увеличение населения до 20 тысяч и постройки дополнительных домов, магазинов, школ, детских садов. 
«Будут здесь и свои школы и дворец культуры, торговый центр, кинотеатр, больница и отличная служба быта, и дворец пионеров и, разумеется, чудесный пляж… И уже в 1975 г. Чигиринская ГРЭС даст ток…», — писала газета «Правда Украины» 20 января 1972 г.
Тогда в городе проживало 60 семей. 